# Der verbotene Kontinent
Der verbotene Kontinent ist ein 1983 erschienener postapokalyptischer Science-Fiction-Roman von Georg Zauner. Es war Zauners zweiter Roman nach dem mit dem Kurd-Laßwitz-Preis ausgezeichneten Die Enkel der Raketenbauer.

## Inhalt
Der Roman handelt in einer Zukunft, in der die westliche Zivilisation durch eine nicht näher beschriebene Katastrophe untergegangen ist. Europa gilt als unbewohnt und man nimmt an, dass weite Gebiete radioaktiv verseucht seien. Der Meeresspiegel ist erheblich gestiegen und ein Großteil der ehemaligen Küstengebiete liegt unter dem Meer. In Afrika und Amerika (Blackamerica) sind neue, von schwarzen Menschen geschaffene Zivilisationen entstanden. Die Weißen sind verschwunden und zu legendären Dämonen geworden, immer noch Gegenstand abergläubischer Furcht, die sich auf das von ihnen einst bewohnte Europa übertragen hat.
Immerhin gibt es die Forschungsstation Omaburu, die in der Gegend des ehemaligen Piacenza an der Küste der nun überschwemmten Po-Ebene liegt. Von dort aus werden mit Solarflugzeugen Erkundungsflüge über die Alpen unternommen, um eventuelle von den entvölkerten Gebieten ausgehende Gefahren frühzeitig zu bemerken und insbesondere die langsame Ausbreitung eines mysteriösen „Gelben Flecks“ zu überwachen, der sich im Vorland der Alpen in der Nähe des Flusses WO-5s befindet, also des fünften Zuflusses aus südlicher Richtung in den „Großen West-Ost-Fluss“ (die frühere Donau).
Als bei einem dieser Erkundungsflüge der Wissenschaftler Ossaman und der Pilot Wakaale in der Nähe des „Gelben Flecks“ notlanden müssen, halten sie ihr Schicksal für besiegelt und wagen sich aus Furcht vor Verseuchung und sonstigen Gefahren zunächst kaum aus dem Flugzeugwrack. Bald werden sie aber mutiger und erkunden die Umgebung. Zu ihrem Erstaunen ist der Urwald nicht unbewohnt, und nicht nur das, die Bewohner sind völlig weißhäutig und offenbar Nachkommen der „weißen Dämonen“ aus der Vergangenheit.
Die beiden Gestrandeten werden im Dorf der weißen Waldmenschen aufgenommen und beginnen nun, Sitten, Gebräuche und Sprache der Wilden zu erforschen. Zu den Gebräuchen gehört der Genuss eines halluzinogenen gelben Pilzes namens Biir, den sie bei einem Fest kennenlernen. Sie vermuten, dass dieser Pilz die Ursache des „Gelben Flecks“ ist und dass er dort sich in Art eines Hexenrings ausbreitend langsam alle andere Vegetation überwuchert und zum Absterben bringt. Diese Vermutungen werden bestätigt, als sie in einem turmartigen Gebäude in der Nähe des „Gelben Flecks“ zwei Frauen finden, die dort mit der Zubereitung des Biirs beschäftigt sind. Die Ältere scheint eine Art Zauberin oder Seherin zu sein, die Jüngere, Moi-ka, hat langes, helles Haar und wirkt auf die beiden Forscher in einer perversen Weise attraktiv.
Der Roman gibt hier spiegelbildlich die Sichtweise von Reiseberichten und ethnographischer Literatur auf „primitive“ Kulturen wieder, die geprägt ist von unbewussten Vorurteilen, Unverständnis, erotischer Faszination für das „Exotische“ und einem durchaus experimentierfreudigen Interesse für die von fremden Kulturen verwendeten halluzinogenen Drogen, das sich leicht ummünzt in Visionen kolonialistischer Ausbeutung:

„BIIR, das war es, mit dem man viele Menschen glücklich machen könnte – hier wuchs es in großen Mengen und wartete nur darauf, seinen Weg in alle Welt zu nehmen als ein Geschenk des »verbotenen Kontinents«, dessen Natur dieses Wunder hervorgebracht hatte. Warum sollten nicht er und Ossaman zusammen mit den beiden weisen Frauen die Bereitung des BIIR in großem Stil betreiben? – Immer größere Mengen würden sie der Menschheit zur Verfügung stellen, pausenlos würden Flugapparate landen und starten. Auch für die Eingeborenen würde eine neue Zeit anbrechen, eine Zeit des Wohlergehens – sie würden bei der Ernte des Pilzes, beim Bauen von Zufahrtswegen und Landeplätzen helfen können und so zu fortgeschrittenen Menschen werden, die in festen Häusern wohnen, immer ausreichend Nahrung und Salz zur Verfügung hätten, und für ihre Kinder würde man eine Schule bauen, in der sie lesen und schreiben lernen könnten. Auch Waffen müßte man den Eingeborenen geben, damit sie die feindlichen Bestien vernichten und die Furcht vor dem Urwald überwinden könnten, und vor allem auch Kleider: Hosen für die Männer und bunte Röcke für die Frauen sollten sie haben!“

Inzwischen war es gelungen, mit Hilfe des Funkgeräts des Flugzeugs Kontakt mit der Außenwelt herzustellen. Es wird eine Rettungsmission geplant, die von Omaburu aus starten soll, und an der sich auch Sahal, die Assistentin und Geliebte von Ossaman, beteiligt. Es findet sich ein kaum bewachsenes Stück alter Autobahn in der Nähe der Absturzstelle, wo das Flugzeug landen kann. Schließlich gelingt es, Wakaale auszufliegen. Als Ossaman abgeholt werden soll, findet man ihn tot ohne sichtbare Verletzung. Ossaman hat beim Durchsuchen des Turms in einer Wandnische das Tagebuch einer 100 Jahre zuvor gescheiterten Expedition gefunden. In der Wandnische war auch die heilige Schlange der Seherin, die Ossaman tötet, da er einen Abscheu vor Schlangen hat und von der Bedeutung des Tiers für die Seherin nichts weiß. Als diese den Verlust des Tiers entdeckt, verflucht sie Ossaman. Auch Gwane Goru, ein Mitglied der Rettungsexpedition, kommt um. Als er sich nach der Landung allein und von „weißen Dämonen“ umringt und bedrängt sieht, verursacht seine panische Angst einen Herzanfall. So sind es nicht die realen oder eingebildeten Gefahren des „verbotenen Kontinents“, denen zwei von drei derer, die ihn betraten, zum Opfer fallen, sondern Unkenntnis und irrationale Ängste.

## Ausgabe
- Der verbotene Kontinent. Heyne Science Fiction & Fantasy #4024, 1983, ISBN 3-453-31025-X.